# جامعة أوسنابروك
جامعة أوسنابروك (بالألمانية: Universität Osnabrück)‏ هي جامعة ألمانية حكومية مقرها مدينة أوسنابروك بولاية سكسونيا السفلى، وهي من الجامعات المكونة لشبكة سانتاندير.
بلغ عدد طلبة الجامعة 11034 طالبًا في عام 2011، وكان طاقم التدريس يتكون من 1858 شخصًا، منهم 209 أساتذة و936 من المحاضرين وباحثي ما بعد الدكتوراه ومساعدي هيئة التدريس من طلبة الدراسات العليا، إلى جانب 713 من الموظفين غير الأكاديميين.